# 施洛斯呂德

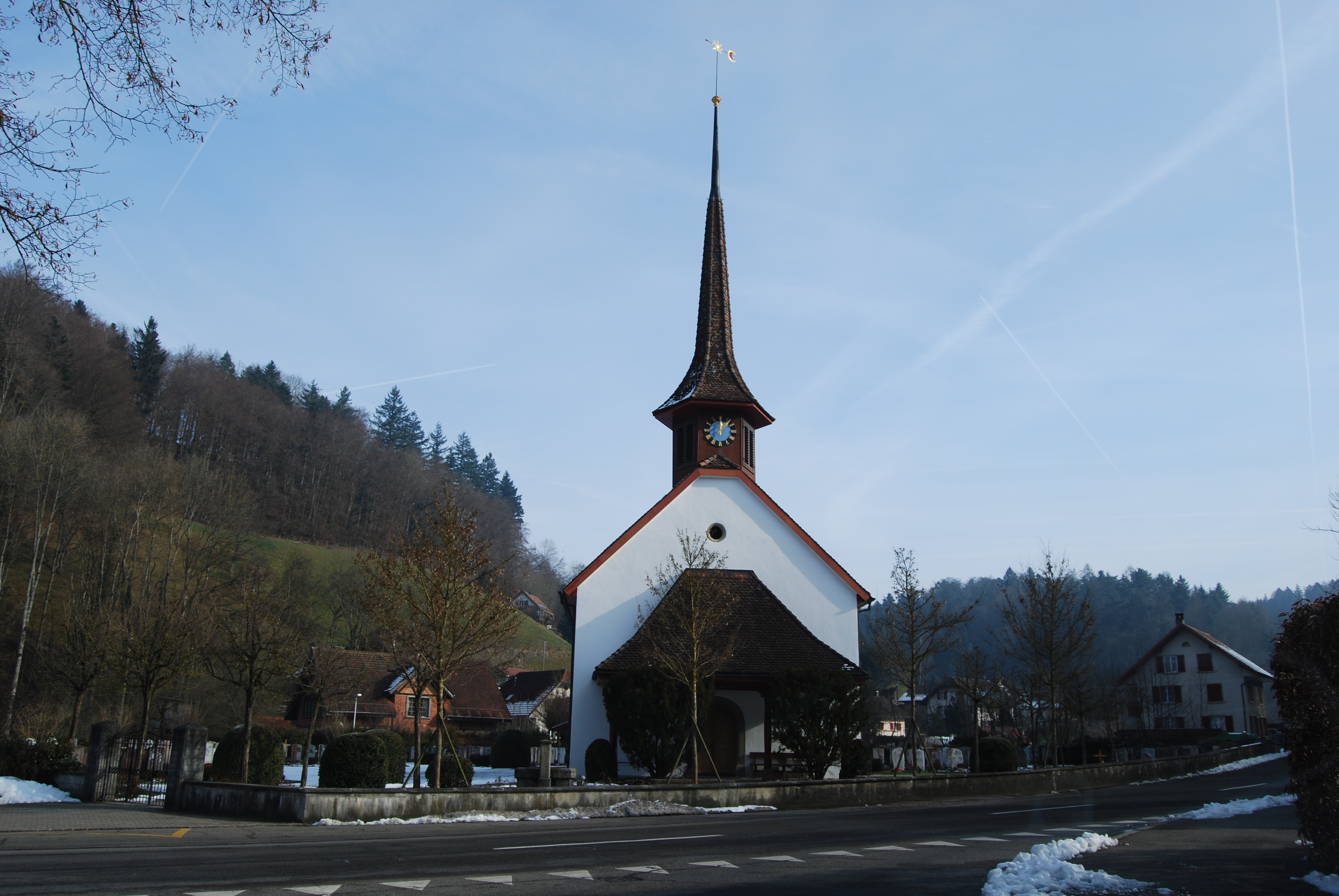

施洛斯呂德是瑞士的城鎮，位於該國北部，由阿爾高州負責管轄，面積7.22平方公里，海拔高度499米，2012年人口827，七成人口信奉基督教，人口密度每平方公里115人。

## 外部連結
- Official website （德文）